# Mateusz Klich
Mateusz Andrzej Klich (Tarnów, 13 juni 1990) is een Poolse voetballer die doorgaans als (centrale) middenvelder speelt. Klich debuteerde in 2011 in het Pools voetbalelftal.

## Carrière

### Cracovia Kraków
Klich stroomde in 2008 door vanuit de jeugd van Cracovia Kraków. Gedurende het seizoen 2009/10 werd hij een vaste basisspeler van de Poolse club.

### VfL Wolfsburg (eerste periode)
In de zomer van 2011 stapte Klich over naar VfL Wolfsburg. De Duitse club betaalde zo'n anderhalf miljoen euro voor Klich, wat hem voor Cracovia Kraków op dat moment de duurste uitgaande transfer maakte. Op 18 augustus 2012 zat hij voor het eerst (en tevens voor het laatst in deze eerste periode bij de club) bij de wedstrijdselectie van het eerste elftal. Verder moest hij genoegen nemen met een plek in het tweede elftal.

### PEC Zwolle
VfL Wolfsburg verhuurde Klich begin 2013 tot het einde van het seizoen 2012/13 aan PEC Zwolle. Die club hem in juni 2013 definitief over en Klich tekende een contract voor twee jaar. Met PEC Zwolle won Klich op 20 april 2014de KNVB Beker door in de finale met 5-1 van Ajax te winnen. 

### VfL Wolfsburg (tweede periode)
In juni 2014 werd bekendgemaakt dat VfL Wolfsburg gebruikmaakte van een terugkoopclausule en hem per ingang van het seizoen 2014/15 weer onder contract nam. Het eerste halfjaar van dat seizoen speelde Klich hier opnieuw alleen in het tweede team. Hij zat slechts twee keer voor de Bundesliga en twee keer voor de UEFA Europa League bij de wedstrijdselectie.

### 1. FC Kaiserslautern
Daarop tekende hij in januari 2015 een contract voor drieënhalf seizoen bij 1. FC Kaiserslautern, op dat moment actief in de 2. Bundesliga. Hij wist zich in anderhalf jaar vijftien keer in de basis te spelen. Daarnaast kwam hij vier keer uit voor het tweede elftal.

### FC Twente
Na aanvang van het seizoen 2016/17 liet 1. FC Kaiserslautern liet Klich per 28 augustus 2016 transfervrij vertrekken naar FC Twente. In Enschede speelde Klich een sterk seizoen en groeide hij uit tot een van de steunpilaren van het elftal. 

### Leeds United (eerste periode)
Met zijn prestaties bij FC Twente speelde Klich zich in de kijker van Leeds United, die hem in de zomer van 2017 overnamen van FC Twente voor 2,5 miljoen euro. In Engeland wist Klich zich in zijn eerste periode echter niet te verzekeren van een basisplaats.

### FC Utrecht
Met het oog op het WK 2018 werd hij in januari 2018 voor een half jaar verhuurd aan FC Utrecht. Bij die club hervond Klich zijn vorm en was hij meermaals belangrijk. Zo was hij op 29 april 2018 tegen Heracles Almelo (2-2 gelijkspel) goed voor het creëren van elf kansen, het hoogste aantal in een Eredivisie-wedstrijd sinds Christian Eriksen in 2012. Bovendien gaf Klich in die wedstrijd een assist en werd hij uitgeroepen tot Man of the Match. Tegen het einde van de huurovereenkomst werd duidelijk dat Klich terug zou keren naar Engeland. Zowel Leeds United als Klich zagen namelijk heil in een verdere samenwerking.

### Leeds United (tweede periode)
Na zijn terugkeer in de zomer van 2018 speelde hij ieder seizoen het overgrote deel als basisspeler in de EFL Championship. Na het seizoen 2019/20 wist Klich met Leeds United te promoveren naar de Premier League, waar hij in de eerste twee seizoenen meer dan de helft van de wedstrijden als basisspeler startte. In de eerste helft van het seizoen 2022/23 was dit niet meer het geval. Hierdoor besloot Klich, mede door een aanbieding vanuit de Verenigde Staten, in januari 2023 zijn tijd bij Leeds United te beëindigen. Hij wilde namelijk nog graag als basisspeler zijn wedstrijden spelen.

### D.C. United
In januari 2023 vertrok Klich transfervrij naar D.C. United. Daar tekende hij een contract tot 31 december 2024, inclusief optie voor een extra seizoen.

## Clubstatistieken

### Beloften
| Seizoen                        | Club                    | Competitie           | Competitie | Competitie | Overig | Overig | Totaal | Totaal |
| Seizoen                        | Club                    | Competitie           | Wed.       | Dlp.       | Wed.   | Dlp.   | Wed.   | Dlp.   |
| ------------------------------ | ----------------------- | -------------------- | ---------- | ---------- | ------ | ------ | ------ | ------ |
| 2011/12                        | VfL Wolfsburg II        | Regionalliga Nord    | 9          | 1          | —      | —      | 9      | 1      |
| 2012/13                        | VfL Wolfsburg II        | Regionalliga Nord    | 3          | 0          | —      | —      | 3      | 0      |
| 2014/15                        | VfL Wolfsburg II        | Regionalliga Nord    | 6          | 3          | —      | —      | 6      | 3      |
| 2014/15                        | 1. FC Kaiserslautern II | Regionalliga Südwest | 2          | 0          | —      | —      | 2      | 0      |
| 2015/16                        | 1. FC Kaiserslautern II | Regionalliga Südwest | 2          | 0          | —      | —      | 2      | 0      |
| 2022/23                        | Leeds United U21        | Premier League 2     | 1          | 0          | 1      | 0      | 2      | 0      |
| Carrière totaal                | Carrière totaal         | Carrière totaal      | 23         | 4          | 1      | 0      | 24     | 4      |
| Bijgewerkt op 16 februari 2023 |                         |                      |            |            |        |        |        |        |

### Senioren
| Seizoen                        | Club                 | Competitie       | Competitie | Competitie | Beker | Beker | Internationaal | Internationaal | Overig | Overig | Totaal | Totaal |
| Seizoen                        | Club                 | Competitie       | Wed.       | Dlp.       | Wed.  | Dlp.  | Wed.           | Dlp.           | Wed.   | Dlp.   | Wed.   | Dlp.   |
| ------------------------------ | -------------------- | ---------------- | ---------- | ---------- | ----- | ----- | -------------- | -------------- | ------ | ------ | ------ | ------ |
| 2008/09                        | Cracovia Kraków      | Ekstraklasa      | 8          | 0          | 0     | 0     | —              | —              | 0      | 0      | 8      | 0      |
| 2009/10                        | Cracovia Kraków      | Ekstraklasa      | 21         | 1          | 0     | 0     | —              | —              | 0      | 0      | 21     | 1      |
| 2010/11                        | Cracovia Kraków      | Ekstraklasa      | 27         | 4          | 2     | 0     | —              | —              | 0      | 0      | 29     | 4      |
| 2012/13                        | VfL Wolfsburg        | Bundesliga       | 0          | 0          | 0     | 0     | —              | —              | 0      | 0      | 0      | 0      |
| 2012/13                        | → PEC Zwolle         | Eredivisie       | 13         | 2          | 1     | 0     | —              | —              | 0      | 0      | 14     | 2      |
| 2013/14                        | PEC Zwolle           | Eredivisie       | 30         | 4          | 4     | 0     | —              | —              | 0      | 0      | 34     | 4      |
| 2014/15                        | VfL Wolfsburg        | Bundesliga       | 0          | 0          | 0     | 0     | 0              | 0              | 0      | 0      | 0      | 0      |
| 2014/15                        | 1. FC Kaiserslautern | 2. Bundesliga    | 5          | 1          | 0     | 0     | —              | —              | 0      | 0      | 5      | 1      |
| 2015/16                        | 1. FC Kaiserslautern | 2. Bundesliga    | 16         | 3          | 2     | 0     | —              | —              | 0      | 0      | 18     | 3      |
| 2016/17                        | 1. FC Kaiserslautern | 2. Bundesliga    | 0          | 0          | 0     | 0     | —              | —              | 0      | 0      | 0      | 0      |
| 2016/17                        | FC Twente            | Eredivisie       | 29         | 6          | 1     | 0     | —              | —              | 0      | 0      | 30     | 6      |
| 2017/18                        | Leeds United         | EFL Championship | 4          | 0          | 5     | 0     | —              | —              | 0      | 0      | 9      | 0      |
| 2017/18                        | → FC Utrecht         | Eredivisie       | 14         | 1          | 0     | 0     | —              | —              | 2      | 0      | 16     | 1      |
| 2018/19                        | Leeds United         | EFL Championship | 46         | 10         | 2     | 0     | —              | —              | 2      | 0      | 50     | 10     |
| 2019/20                        | Leeds United         | EFL Championship | 45         | 6          | 2     | 1     | —              | —              | 0      | 0      | 47     | 7      |
| 2020/21                        | Leeds United         | Premier League   | 35         | 4          | 0     | 0     | —              | —              | 0      | 0      | 35     | 4      |
| 2021/22                        | Leeds United         | Premier League   | 33         | 1          | 4     | 0     | —              | —              | 0      | 0      | 37     | 1      |
| 2022/23                        | Leeds United         | Premier League   | 14         | 0          | 3     | 2     | —              | —              | 0      | 0      | 17     | 2      |
| 2023                           | D.C. United          | MLS              | 0          | 0          | 0     | 0     | —              | —              | 0      | 0      | 0      | 0      |
| Carrière totaal                | Carrière totaal      | Carrière totaal  | 340        | 43         | 26    | 3     | 0              | 0              | 4      | 0      | 370    | 46     |
| Bijgewerkt op 16 februari 2023 |                      |                  |            |            |       |       |                |                |        |        |        |        |

## Interlandcarrière
Klich was meermaals Pools jeugdinternational en debuteerde op 5 juni 2011 in het Pools voetbalelftal, in een vriendschappelijke wedstrijd tegen Argentinië. Tijdens zijn tweede interland, een oefeninterland tegen Denemarken op 14 augustus 2013, maakte hij zijn eerste interlanddoelpunt en gaf hij eveneens een assist. In mei 2021 werd Klich opgenomen in de selectie voor het UEFA EK 2020. Daarbij startte hij alle drie de groepswedstrijden in de basis.
| Interlands van Mateusz Klich | Interlands van Mateusz Klich | Interlands van Mateusz Klich | Interlands van Mateusz Klich | Interlands van Mateusz Klich | Interlands van Mateusz Klich |
| №                            | Datum                        | Wedstrijd                    | Uitslag                      | Wedstrijdverband             | Goals                        |
| Als speler van VfL Wolfsburg | Als speler van VfL Wolfsburg | Als speler van VfL Wolfsburg | Als speler van VfL Wolfsburg | Als speler van VfL Wolfsburg | Als speler van VfL Wolfsburg |
| ---------------------------- | ---------------------------- | ---------------------------- | ---------------------------- | ---------------------------- | ---------------------------- |
| 1.                           | 5 juni 2011                  | Polen – Argentinië           | 2 – 1                        | Vriendschappelijk            |                              |
| Als speler van PEC Zwolle    |                              |                              |                              |                              |                              |
| 2.                           | 14 augustus 2013             | Polen – Denemarken           | 3 – 2                        | Vriendschappelijk            | 4'                           |
| 3.                           | 6 september 2013             | Polen – Montenegro           | 1 – 1                        | Kwalificatie FIFA WK 2014    |                              |
| 4.                           | 10 september 2013            | San Marino – Polen           | 1 – 5                        | Kwalificatie FIFA WK 2014    |                              |
| 5.                           | 11 oktober 2013              | Oekraïne – Polen             | 1 – 0                        | Kwalificatie FIFA WK 2014    |                              |
| 6.                           | 15 oktober 2013              | Engeland – Polen             | 2 – 0                        | Kwalificatie FIFA WK 2014    |                              |
| 7.                           | 5 maart 2014                 | Polen – Schotland            | 0 – 1                        | Vriendschappelijk            |                              |
| 8.                           | 13 mei 2014                  | Duitsland – Polen            | 0 – 0                        | Vriendschappelijk            |                              |
| 9.                           | 6 juni 2014                  | Polen – Litouwen             | 2 – 1                        | Vriendschappelijk            |                              |
| Als speler van VfL Wolfsburg |                              |                              |                              |                              |                              |
| 10.                          | 7 september 2014             | Gibraltar – Polen            | 0 – 7                        | Kwalificatie UEFA EK 2016    |                              |

## Erelijst
| Competitie                | Aantal | Jaren   |
| ------------------------- | ------ | ------- |
| Winnaar KNVB beker        | 1x     | 2013/14 |
| Kampioen EFL Championship | 1x     | 2019/20 |